# Sena et Guttika
Sena et Guttika sont deux rois tamoul de la dynastie Chola, qui deviendra roi du royaume d'Anuradhapura, dans l'actuel Sri Lanka.

## Biographie
Sena et Guttika sont à l'origine deux commerçants venus au Sri Lanka pour vendre des chevaux. 
Cependant, ils ont réussi à tuer le roi Suratissa. Ils vont régner sur le royaume pendant 22 ans. 
Le roi Asela les a vaincus et a rétabli la dynastie Vijaya à la tête de la monarchie.

### Source historique
- Mahavamsa, récits en pali de l'histoire du Sri Lanka entre 543 av. J.-C. à 302.